# Yasser Ibrahim
Yasser Ibrahim (arabisch ياسر إبراهيم, DMG Yāsir Ibrāhīm; * 10. Februar 1993 in Ägypten) ist ein ägyptischer Fußballspieler, der derzeit als Verteidiger für Al Ahly spielt.

## Karriere

### Vereine
Ibrahim startete seine Karriere beim Mansoura SC und wechselte im Oktober 2013 zum Al Zamalek SC. Im Januar 2015 wurde er für 1½ Jahre an den Smouha SC verliehen. Im August 2016 wechselte er zum Smouha SC und im Januar 2019 zum Al Ahly SC.

## Erfolge

### Al Ahly SC
- Ägyptischer Meister: 2018/19, 2019/20, 2022/23, 2023/24
- Ägyptischer Superpokalsieger: 2018/19
- Ägyptischer Pokalsieger: 2019/20
- CAF-Champions-League-Sieger: 2019/20, 2022/23
- FIFA-Klub-Weltmeisterschaft: Dritter 2020
- CAF-Super-Cup-Sieger: 2021

### Zamalek SC
- Ägyptischer Pokalsieger: 2013/14

### Ägypten U20
- U20 Afrika-Cup Sieger: 2013